# Bielejaure
Bielejaure är en sjö i Storumans kommun i Lappland och ingår i Umeälvens huvudavrinningsområde.